# کلیسای جامع و چند داستان دیگر
کلیسای جامع داستان کوتاهی از ریموند کارور است که در سال (۱۹۸۳) منتشر شده است.

## موضوعات داستان‌های این کتاب
کارور در داستان کلیسای جامع و دیگر داستان‌های کوتاهی که نوشته تصاویری دقیق از یاس و سرشکستگی زندگی در آمریکا را نشان داده است. شخصیت‌های داستان‌های او همیشه دچار مشکلاتی می‌شوند که راه حلی ندارند. این واقع‌بینی در همه داستان‌های او به چشم می‌خورد.